# Apologia de Sòcrates (Xenofont)
L'Apologia de Sòcrates (títol complet: Apologia de Sòcrates davant del jurat) és una obra escrita per l'historiador grec Xenofont. S'hi tracta d'esclarir alguns aspectes sobre el judici i mort de Sòcrates, mestre de Plató i considerat un dels més grans filòsofs de la història de la filosofia universal. El propi Xenofont hi explica quin contingut es proposà abordar a l'hora d'escriure-la de forma molt exacta i precisa:
«Però jo no m'he esforçat a narrar tot el que es digué en el procés, sinó que m'ha estat prou amb mostrar que Sòcrates estimava per damunt de tot deixar clar que, amb relació als déus no havia estat impiu ni, amb relació als homes, injust. No creia, a més a més, que havia de suplicar el no morir, sinó que àdhuc considerava que era el moment oportú per concloure la seva vida».
Els especialistes creuen que la interpretació del judici efectuada per Xenofont fou escrita com a resposta a la reacció literària en general que seguí a l'esdeveniment, quan les figures públiques i els artistes empraren el tema del judici de Sòcrates per exposar llurs punts de vista respecte de la seva culpabilitat.

## Contingut
La part principal del text és un rebuig directe, cop rere cop, a l'atac sobre la persona de Sòcrates realitzat per un dels seus opositors. El document indica clarament els càrrecs que Anitos presentà contra Sòcrates i a causa d'això sol comparar-se amb la versió de Plató. Al moment de produir-se el judici, Xenofont es trobava acompanyant l'expedició dels deu mil, així que no presencià el judici. Per la qual cosa rebutja la majoria de la informació en què es basa aquesta obra; d'Hermògenes, que fou un dels més fidels deixebles de Sòcrates, testimoni d'allò succeït, i segons el testimoni de Plató al Fedó (52b), un dels pocs deixebles que presenciaren la mort de Sòcrates.
Tant l'obra de Plató com la de Xenofont són les úniques narracions supervivents de testimonis del judici de Sòcrates. S'hi pot trobar valor històric, àdhuc acceptant certa parcialitat en el text.
Quant a la defensa que dona Sòcrates davant del jurat, com se l'està jutjant per corrompre els joves, per introduir unes altres divinitats noves i per no reconèixer les de la ciutat, Sòcrates tracta de demostrar que tot això és mentida. Sobre que està corrompent els joves, respon que és fals, perquè en realitat el que fa és ensenyar-los totes les coses bones que pot, tot i que això vagi en contra del que diuen llurs pares, perquè han d'escoltar el savi per a aquests afers (atès que Sòcrates està reconegut per molts com el millor per a l'educació), com s'escolta l'estrateg per a una guerra, abans que al pare. I recalca també que li resulta estrany que jutgin i vulguin castigar l'educador, per fer la seva funció: educar. Quant al fet de no reconèixer les divinitats de la ciutat respon que tot el que volgué, se'l pogué veure als altars públics i a les festes de la ciutat fent sacrificis. I, finalment, respon a l'acusació d'introduir noves divinitats:
«Com podria jo introduir-les per dir que una veu divina se'm manifesta per indicar-me el que cal fer? […] D'altra banda, que la divinitat sàpiga d'antuvi el que succeirà i que ho anuncia amb senyals a qui vol, tal com jo ho dic, ho diuen també tots i ho creuen. Però mentre aquests anomenen auguris, veus, coincidències i endevins a qui anuncien els senyals, jo ho anomeno geni diví i penso que en anomenar-ho així, m'expresso de manera més veraç i pietosa que els que atribueixen a les aus el poder dels déus».
D'una altra banda, el que distingeix versió sobre la mort de Sòcrates de Xenofont de la de Plató és sobretot que la visió platònica té més missatge filosòfic. Plató hi posa com a causa principal que Sòcrates es resigni a morir amb total serenitat, la seva visió sobre la mort, que segons ell és una mena de paradís, on només van les ànimes justes i bones, i com Sòcrates no ha comès cap injustícia, serà millor per a ell morir essent just que viure essent injust, i en l'obra platònica es recalca sobretot la famosa frase "és millor ser víctima d'injustícia que injust". Per això Plató tracta d'enviar un missatge de caràcter filosòfic amb els seus escrits sobre la mort de Sòcrates.
Tanmateix, emperò, Xenofont, com a historiador, sembla més objectiu i centrar-se més en la història. En l'apologia de Xenofont es recorre a una sèrie de diàlegs breus entre Sòcrates i Hermògenes, en què es detallen diversos motius que conduïren Sòcrates a no voler preparar la seva defensa ni a esforçar-se per convèncer els jutges de la seva innocència. La divinitat té un paper molt important en aquesta decisió, Sòcrates creu fervorosament en ella i segons diu, ha anunciat a molts amics seus les advertències de la divinitat i mai no s'ha equivocat. Diu també que es plantejà preparar la seva defensa però que la divinitat se li oposà, i com creu que la divinitat sap d'antuvi el que succeirà perquè envia advertències, el millor per a ell és que mori d'aquesta forma i l'explicació que dona a Hermògenes, quan ell es mostra confús davant de la situació, és que si no fos així, moriria afligit per les malalties de la vellesa i a més que aquella forma de morir és la menys incòmoda i la que crea més sentiment d'enyorança en els seus amics.